# Фроманн, Иоганн Генрих
Иоганн Генрих Фроманн (Фромман, Фроман) (нем. Johann Heinrich Frommann; 1729, Гёппинген — 1775, Тюбинген) — немецкий философ, логик и теолог; один из первых профессоров Московского университета.

## Биография
Родился 19 октября 1729 года в Гёппингене. Сын офицера, принадлежащего к династии профессоров Тюбингенского университета. Окончил Тюбингенский университет и был приглашён в 1756 году И. И. Шуваловым для чтения лекций по философии в Московском университете. Получил должность ординарного профессора логики, метафизики и нравоучения и читал лекции на латинском языке по этим дисциплинам, а также по психологии и богословию. Кроме лекций по кафедре философии Фроманн с декабря 1761 по октябрь 1763 года исправлял должность инспектора гимназий при университете. По свидетельству современников, особыми дарованиями он не отличался, но, как отмечено в увольнительном свидетельстве Фроманна, подписанном куратором университета В. Е. Адодуровым, он «в высшей степени добросовестно и усердно исполнял свои обязанности». О содержании лекций Фроманна сведений не сохранилось, но можно с уверенностью сказать, что они были выдержаны в духе философии Христиана Вольфа, поскольку в библиотеку университета в это время были выписаны учебники по философским дисциплинам вольфианцев: Баумейстера, Винклера, Гейнекция и др.
В 1765 году, сославшись на расстроенное здоровье и семейные обстоятельства, Фроманн подал в отставку; был уволен со службы и уехал на родину, где в 1766 году получил кафедру философии в Тюбингенском университете и в 1766 году защитил в нём докторскую диссертацию о состоянии наук и искусств в Российской империи: «Stricturae de statu scientiarum et artium in Imperio Russico». В ней, в частности, он назвал выдающимися деятелями русской культуры Татищева, Ломоносова, Магницкого, Нартова, Муравьева, Кантемира (называя его Дмитрием, хотя пишет об Антиохе), Поповского, Сумарокова, Хераскова, Тредиаковского. В Германии была также издана его «Речь о происхождении русского законодательства».
Умер 17 января 1775 года в Тюбингене.